# Het EK '96 voetbalspel
Het EK '96 voetbalspel is een computerspel ontwikkeld door de Davilex. Het spel werd uitgebracht in 1996 voor de pc.
EK '96 is een voetbalsimulator waarmee de speler het Europees kampioenschap voetbal van 1996 kan naspelen. Elke wedstrijd wordt becommentarieerd door Jack van Gelder. De speler kan kiezen uit drie verschillende spellen: de oefenwedstrijd tegen oud-Oranje, een wedstrijd tegen een zelfgekozen land of het EK van 1996.